# 帕維爾·普姆普拉
帕維爾·普姆普拉（1986年6月13日—），捷克籃球運動員。他現在效力於西班牙球隊Obradoiro CAB。他代表捷克國家男子籃球隊參賽。